# جون ويكس مور
جون ويكس مور (بالإنجليزية: John Weeks Moore)‏ هو محرر وكاتب وموسيقي أمريكي، ولد في 11 أبريل 1807 في Andover, New Hampshire ‏ في الولايات المتحدة، وتوفي في 23 مارس 1889 في مانشستر في المملكة المتحدة.